# Chhatawa
Chhatawa (en népalais : छतवा) est un comité de développement villageois du Népal situé dans le district de Bara. Au recensement de 2011, il comptait 5 660 habitants.